# Museo de Bali

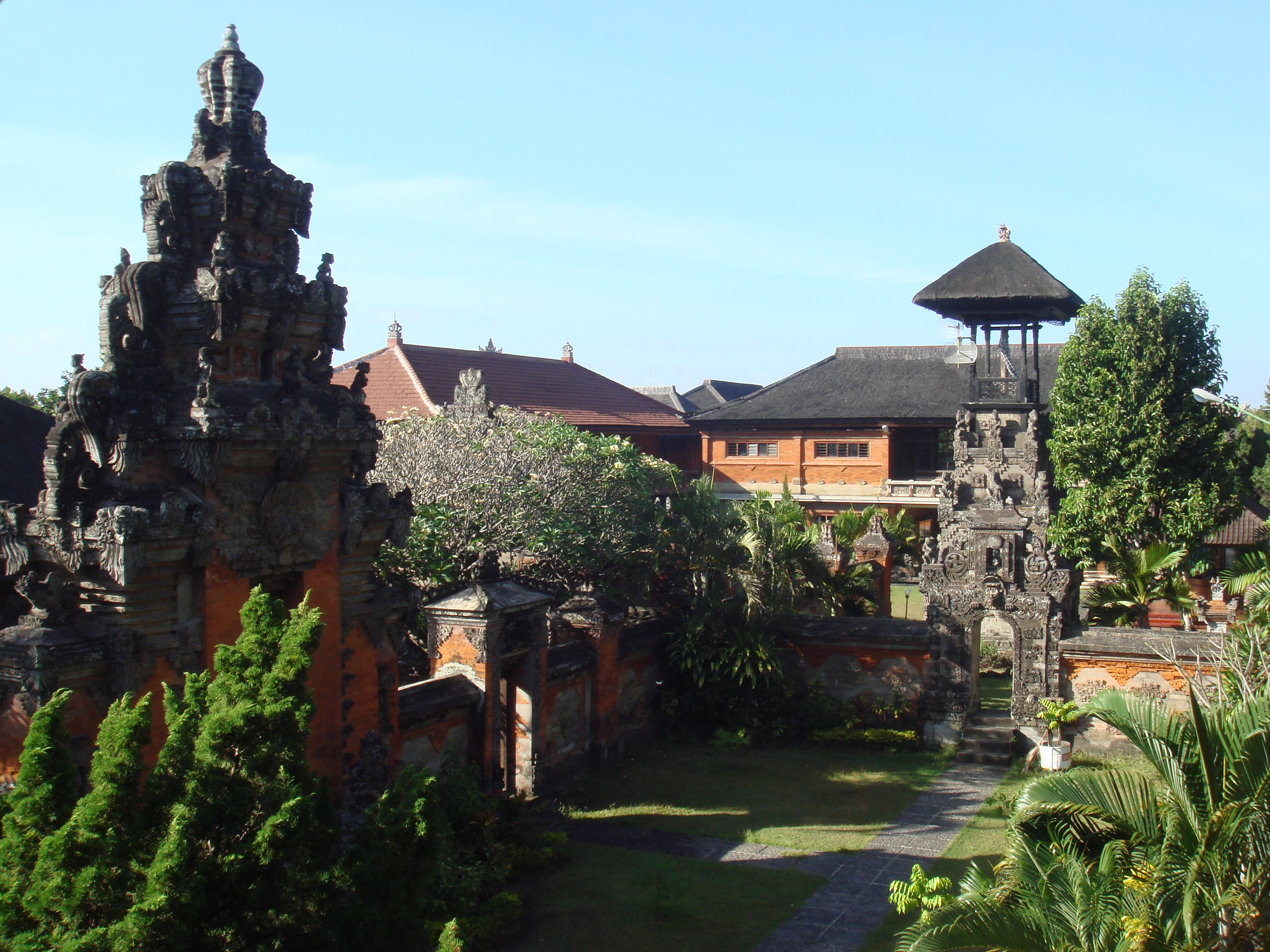
Museo de Bali, patios interiores y puertas, visto desde el belvedere.

El Museo de Bali, también conocido como Museum Unit Pelaksana Teknis Dinas Kebudayaan Bali (Museo de la Unidad de Implementación Técnica del Servicio de Cultura de Bali) es un museo estatal de arte e historia ubicado en la ciudad de Denpasar, Bali, Indonesia.
El Museo de Bali es un museo que contiene elementos arqueológicos y presenta una buena introducción etnológica a la isla. Está ubicado en el lado este de la plaza central de Denpasar, Taman Puputan.

## Historia
La idea de establecer un museo balinés fue pensada por primera vez por el arquitecto W.F.J. Kroon (1909-1913), que también era residente asistente del sur de Bali en Denpasar. La idea se realizó con el establecimiento de un edificio llamado Gedung Arca en 1910. Los arquitectos fueron I Gusti Gede Ketut Kandel de Banjar Abasan y I Gusti Ketut Rai de Banjar Belong con un arquitecto alemán, Curt Grundler. El apoyo financiero y material provino de los reyes de Buleleng, Tabanan, Badung y Karangasem.
W. F. Sttuterhim, jefe del Servicio de Antigüedades, continuó los esfuerzos para equipar el museo con objetos etnográficos en 1930. Para facilitar la gestión del museo, se formó una fundación, presidida por H. R. Ha'ak, con miembros que incluían a Roelof Goris, I Gusti Ngurah Alit (rey de Badung), I Gusti Bagus Negara y Walter Spies. El personal de la fundación fue ratificado el 8 de diciembre de 1932 y se abrió al público. El edificio Tabanan, el edificio Karangasem y el edificio Buleleng se abrieron para exposiciones permanentes con colecciones de objetos prehistóricos, históricos y etnográficos, incluidas las bellas artes.

## Descripción
El museo fue construido en 1931 por el arquitecto P. J. Moojen, cerca de la ubicación del antiguo palacio real de Denpasar, que había sido incendiado durante la intervención holandesa en Bali (1906). Las paredes exteriores, los patios y las puertas están diseñados en el estilo típico del puri o palacio de Denpasar. Hay cuatro pabellones en el complejo del museo. Los pabellones representan los distintos distritos de Bali.
Al norte está el Pabellón Tabanan, una réplica de un palacio del kabupaten de Tabanan. Las colecciones expuestas contienen el equipamiento de danzas como trajes, todo tipo de máscaras para la danza de máscaras, incluidos disfraces de Barong, wayang kulit, keris (espada tradicional balinesa) para la danza y también algunas estatuas antiguas. El Pabellón Timur de dos pisos presenta hallazgos arqueológicos en la planta baja, incluido un enorme sarcófago de piedra del siglo II a. C., y una galería en la planta superior dedicada a pinturas tradicionales y tallas en madera.
En medio del complejo se encuentra el Pabellón Buleleng, edificio con un estilo de templo típico del norte de Bali. Este pabellón tiene una colección de textiles, incluido el raro geringsing, un material complicado creado a través de una intrincada técnica de teñido y tejido practicada solo por los aldeanos de Tenganan, y ropa balinesa, incluyendo abanicos tradicionales balineses.
El Pabellón Karangasem presenta la vida ceremonial y espiritual balinesa, la piedra angular de la existencia cotidiana de un isleño, y es la sección más interesante del museo donde detalla las ceremonias religiosas del hinduismo balinés, y contiene calendarios balineses, todavía usados ampliamente para determinar eventos, desde fiestas en el templo hasta cuándo comenzar a construir una nueva casa. 
El último pabellón, el Pabellón Badung, está ubicado en la entrada principal cerca del imponente bale kulkul (elemento tradicional para reunir a los residentes), así como varias otras colecciones prehistóricas. El último piso de este pabellón exhibe una colección de arte balinés.

## Galería
|                                         |
| Tambor ceremonial de la Edad de Bronce. |

|                             |
| Lanza de la Edad de Bronce. |

|                        |
| Estatuilla de Acintya. |